# Any Time at All
«Any Time at All» (с англ. — «Когда угодно») — песня английской рок-группы «The Beatles», написанная Джоном Ленноном. Авторами песни «Any Time at All» указаны Леннон/Маккартни, хотя основную часть песни написал Леннон. Впервые песня вышла на альбоме «A Hard Day’s Night».

## О песне
Из-за напряжённой работы, пришедшейся в творчестве группы на 1964 год, музыканты испытывали большую нехватку во времени. Группа начала записывать эту песню, не дав Джону Леннону даже полностью закончить её. После седьмой попытки записать песню в студии они, наконец, осознали, что слишком спешат, — во время перерыва на чай Леннон добавил в середину этой довольно жёсткой рок-композиции более легкий гитарный проигрыш, и номер был записан в тот же день.
В своём интервью журналу «Плейбой» 1980 года Леннон назвал песню «попыткой написать песню It Won't Be Long» (из альбома With The Beatles). «Песни одноплановые: от до- к ля-минор, от ля- к до-минор, и мой голос», — сказал музыкант.
Альберт Голдман упоминает песню «Any Time at All» в своей книге:

«Попытки Леннона насытить воркующую эстрадность поп-музыки неистовством рока отчётливо заметны в композиции „Any Time At All“ одной из самых волнующих вещей того периода. Голос Леннона, поддерживаемый револьверными выстрелами барабанов, вылетал, будто пуля, заряженная страстью ритуальных танцев в отблесках огней, приближая его исполнение к манере Литтл Ричарда или Джеймса Брауна».

## Запись
Песня не была завершена, когда Джон принёс её в студию «Эбби Роуд» 2 июня 1964 года. Тогда Пол предложил вставить в композицию переход, в основном состоящий из аккордов. Изначально предполагалось, что на переход будет наложена лирика, но при микшировании решили оставить всё как есть, в той версии песни, которая вошла в оригинал пластинки.

## Интересные факты
- 8 апреля 1988 года текст песни, написанный Ленноном, был продан в Лондоне на аукционе «Сотбис» за 6 000 фунтов стерлингов.[5] Первоначальный текст песни содержал две строки, не вошедшие в окончательный вариант: «I’ll be waiting here all alone/Just like I’ve always done».[5] Леннон исключил их, так как посчитал, что слова не сочетаются с основным смыслом композиции.[5]

## Альбомы, в которые вошла песня
- Великобритания Британский EP-альбом — A Hard Day's Night.
- Rock 'n' Roll Music (LP альбом-компиляция)
- Something New (Capitol Records)

## Состав
- Джон Леннон — вокал, акустическая гитара
- Пол Маккартни — гармонический вокал, бас-гитара
- Джордж Харрисон — соло-гитара
- Ринго Старр — барабаны

## Кавер-версии
- Версия 1981 года Нильса Лофгрена для альбома — Night Fades Away.
- Версия 1991 года американского рок-гитариста Двизила Заппа для альбома — Confessions.